# American Fur Company
Die American Fur Company war im frühen 19. Jahrhundert die finanzstärkste und politisch einflussreichste Pelzhandelsgesellschaft der Vereinigten Staaten. 1808 durch den ursprünglich aus Deutschland stammenden Johann Jakob Astor begründet, trug die Gesellschaft wesentlich zur wirtschaftlichen Erschließung des amerikanischen Westens bei.
Als die Gründung der ersten amerikanischen Niederlassung an der Pazifikküste 1811 nach weniger als zwei Jahren im Britisch-Amerikanischen Krieg scheiterte, konzentrierte die American Fur Company ihre Aktivitäten auf die amerikanischen Teile der Großen Seen und das obere Missouri-River-Tal, wo sie zeitweilig ein Quasi-Monopol errichteten. Astor verkaufte 1834 seine Anteile an der Firma, 1864 wurde die Firma von einer anderen Handelsgesellschaft vollständig übernommen. Sie war bereits bedeutungslos geworden.